# Crotalaria lutescens
Crotalaria lutescens är en ärtväxtart som beskrevs av Nicol Alexander Dalzell. Crotalaria lutescens ingår i släktet sunnhampor, och familjen ärtväxter. Inga underarter finns listade i Catalogue of Life.